# Relaciones Costa Rica-Finlandia
Las relaciones Costa Rica-Finlandia se refieren a las relaciones internacionales que existen entre Costa Rica y Finlandia.
En agosto de 2016 ambos países anunciaron la apertura de embajadas en sus respectivos territorios. Anunciándose el siguiente comunicado: "Con el compromiso de fortalecer las amistosas relaciones felizmente existentes entre Costa Rica y Finlandia, y para estimular los intercambios cultural, comercial y otros de interés de ambos países, los Gobiernos de Costa Rica Y Finlandia han acordado establecer relaciones diplomáticas con representación de embajadas y expedir el presente comunicado de prensa en San José y Helsinki [...]"

## Relaciones diplomáticas
- Costa Rica tiene una oficina consular en Helsinki.[2]
- Finlandia tiene una embajada en Ciudad de México, competente para Costa Rica.[3] Y también un consulado honorario en San José.[4]